# Molopopterus eta
Molopopterus eta är en insektsart som beskrevs av Irena Dworakowska 1973. Molopopterus eta ingår i släktet Molopopterus och familjen dvärgstritar.
Artens utbredningsområde är Etiopien. Inga underarter finns listade i Catalogue of Life.